# 司馬朱生
司馬朱生（?—?），东晋皇子，河內溫縣人。晉简文帝司馬昱第六子，胡淑仪所生，与临川献王司馬郁同母。
其父在司馬朱生出生的时候并不是皇帝，而是会稽王（琅邪王），司馬朱生幼年夭折，没有封爵。371年，桓温废黜皇帝司马奕，拥立五十二岁的司马昱为皇帝。次年，司马昱去世，司馬朱生的兄弟司马曜即位，为晋孝武帝。